# 夢 Hurry Up
《夢 Hurry Up》是日本女性聲優林原惠的第6張單曲。1993年11月26日由STARCHILD（King Records旗下公司）發行。

## 解說
同名標題曲「夢 Hurry Up」是聲優林原惠主演1993發行的OVA動畫系列《萬能文化貓娘》選用的第2期片頭主題曲。至於B面歌曲「 Trying！」同樣也被選為同名OVA動畫的片尾主題曲使用。
另外，該單曲收錄的兩首歌曲後來都有收錄在林原惠她的個人專輯（下述）裡。

## 收錄歌曲
所有歌曲由有森聰美作詞，Vink編曲。
1. 夢 Hurry Up [4:05]
  - 作曲：原一博（日语：原一博）
  - OVA《萬能文化貓娘》第2期片頭主題曲
2. Trying！ [4:40]
  - 作曲：若林豪太
  - OVA《萬能文化貓娘》第2期片尾主題曲
3. 夢 Hurry Up（off vocal）
4. Trying！（off vocal）

## 收錄專輯
| 曲名        | 收錄專輯       | 發行日期     | 備註                  |
| ----------- | -------------- | ------------ | --------------------- |
| 夢 Hurry Up | 《SPHERE》     | 1994年7月2日 | 林原惠的第5張原創專輯 |
| Trying！    | 《Enfleurage》 | 1995年3月3日 | 林原惠的第6張原創專輯 |